# Ямамотояма Рюта
Ямамотояма Рюта (яп. 山 本 山 龍 太 ямамотояма рю: та?); нар. 8 травня 1984) - колишній професійний борець сумо родом з міста Сайтама, префектури Сайтама, Японія. Свій професійний дебют зробив у січні 2007 року, до вищої ліги макууті добрався в січні 2009. Найвищий ранг, якого він досяг (у травні 2009 року) - маегасира № 9. Маючи вагу в 265 кг, він був найважчим борцем сумо. У квітні 2011 Японська асоціація сумо змусила його піти у відставку після того, як було встановлено, що він і ще 22 борця брали участь в договірних матчах.

## Кар'єра в сумо
Ямамотояма в травні 2009
Перед вступом до університету Ніппон (2003 рік) Ямамотояма виграв кілька місцевих, національних та світових чемпіонатів з сумо. Навчаючись в університеті, виграв 5 чемпіонатів. Йому запропонували почати кар'єру рікісі з позиції макусіта-цукедасі. Але він почав кар'єру професійного борця з дивізіону дзёнокуті, у складі хеі Оное. У 2007 він встановив рекорд, як найважчий новобранець (233 кг). Попередній рекорд належав Цуруга (Хокутоморі, 205 кг), який надійшов у професійне сумо в 1994 році. Сикона Ямамотояма утворена простим додаванням суфікса Яма (гора) до його власного прізвища. Це звичайна практика для борців нижчих рангів, але Ямамотояма зберіг СІКОН навіть після досягнення рангу секіторі. Він використовує свою СІКОН як бренд, уклавши угоду з відомим виробником норі і чаю [1].
Ямамотояма швидко просувався вгору, перед досягненням другої ліги дзюрё (на турнірі у вересні 2008 року) отримав тільки один макекосі (переважання поразок над перемогами за результатами турніру). Перед підвищенням він постав перед фотографами з двома сумками рису і пояснив репортерам, що прагне до ваги в 241 кг, щоб побити рекорд для японського рікісі (який на той час належав Сусаноумі). Тільки два борця важили більше, ніж Ямамотояма: гаваєць одзекі Конісікі (283 кг) та уродженець Росії сандамме Орора (271 кг). По одному з повідомлень, Ямамотояма за один прийом їжі з'їв 146 сусі [2].
Перемігши в дев'яти турнірах поспіль ліги дзюрё, Ямамотояма просунувся у вищу лігу макууті (на січневому турнірі 2009 року). Всього для досягнення вищої ліги йому знадобилося пройти 12 турнірів (як і колишньому одзекі Тотіадзума). Це один з найкращих результатів в історії. На дебютному турнірі в лізі макууті він домігся показника кати-коси (8-7), на наступному (у березні 2009) повторив (8-7) цей результат. На травневому турнірі 2009 у нього не вийшло домогтися показника кати-коси (другий раз за всю його кар'єру).
На липневому турнірі 2009 Ямамотояма страждав від розтягнення грудної м'язи, викликаної двома падіннями на дохе у двох сутичках проти борця Вакако на 9-й день турніру. Перший раз за кар'єру йому довелося залишити турнір. В результаті вересневий турнір він зустрів, перебуваючи в лізі дзюрё. Там він показав результат 9-6, цього виявилося достатньо для негайного повернення в лігу макууті. Листопадовий турнір Кюсю-басі богатир зустрів у поганому стані, пошкодивши правий лікоть в ході жовтневого туру, і в підсумку залишив турнір, здобувши лише дві перемоги після того, як у нього знайшли грип. Залишаючись в лізі дзюрё, він пошкодив колінну зв'язку на 11-й день липневого турніру 2010 року і був змушений покинути турнір. Заробивши розтягнення на перший день вересневого турніру, був змушений залишити турнір і в результаті скотився в лігу макусіта. Втративши статус секіторі, повернувся до чорної роботі в Хея Оное, ставши шеф-кухарем (приготування тянко). Через травму він не міг тренуватися, а тільки прогулюватися. Перебуваючи в ранзі макусіта № 13, він після першої ж сутички залишив листопадовий турнір. Через тривалу відсутність борець скотився в четвертому лігу сандамме.

## Відставка
У квітні 2011 року Японська асоціація сумо змусила 22 борця сумо (в тому числі і Ямамотояму) піти у відставку після розслідування звинувачень про участь у договірних поєдинках. Розслідування почалося з виявлення текстових повідомлень на мобільному телефоні товариша Ямамотоями, борця ліги дзюрё Касуганісікі, який згадував про участь Ямамотоями в договірних матчах. Ямамотояма c гнівом прокоментував рішення, заявивши: «Асоціація склала думка з самого початку, заявивши, що я брехун, і навіть не вислухавши мене». 5 квітня він відвідав арену Регоку Кокугікан, щоб підписати папери про свою відставку разом з товаришами по Хея Сакаідзавой і Сірононамі, вина яких була також встановлена.

## Після відставки
У 2013 Ямамотояма брав участь у шоу-турі по багатьом містам США «Сумо + Суші», спонсорами виступили Living Social і USA Sumo. Учасників показували під час тренувань сумо і справжні (хоча кілька стримані сутички) між Ямою та іншими зірками сумо, такими як Byambajav Ulambayar і Kelly Gneiting

## Стиль боротьби
Найбільш часто Ямамотояма перемагав, використовуючи техніку ёрікірі (силове витіснення корпусом), волів захоплення мігіецу (ліва рука захоплює із зовнішнього боку, а права між руками супротивника захоплює пояс). Він також регулярно перемагав, використовуючи осідасі (виштовхування) і уватенаге (захоплення рукою за пояс через руку противника і кидок поворотом корпусу).

## Результати
| Рік у сумо | Січень Хацу басьо, Токіо                     | Березень Хару басьо, Осака               | Травень Нацу басьо, Токіо        | Липень Нагоя басьо, Нагоя | Вересень Акі басьо, Токіо | Листопад Кюсю басьо, Фукуока |
| --- | -------------------------------------------- | ---------------------------------------- | -------------------------------- | ------------------------- | ------------------------- | ---------------------------- |
| 2007 | (Маедзумо)                                   | Схід Дзьонокуті #32 6–1                  | Схід Дзьонідан #61 7–0–P Чемпіон | Захід Санбамме #59 6–1    | Захід Санбамме #6 6–1     | Схід Макусіта #32 1–6        |
| 2008 | Схід Макусіта #58 7–0 Чемпіон                | Схід Макусіта #6 5–2                     | Схід Макусіта #2 4–3             | Захід Макусіта #1 6–1–PPP | Схід Дзюрьо #12 9–6       | Захід Дзюрьо #3 9–6          |
| 2009 | Захід Маеґасіра #15 8–7                      | Захід Маеґасіра #13 8–7                  | Захід Маеґасіра #9 7–8           | Схід Маеґасіра #11 4–7–4  | Захід Дзюрьо #2 9–6       | Схід Маеґасіра #15 2–12–1    |
| 2010 | Захід Дзюрьо #9 7–8                          | Захід Дзюрьо #10 7–8                     | Захід Дзюрьо #11 8–7             | Схід Дзюрьо #10 5–7–3     | Захід Дзюрьо #13 0–1–14   | Захід Макусіта #13 0–2–5     |
| 2011 | Захід Макусіта #48 Знявся через травму 0–0–7 | Схід Санбамме #31 Турнір скасували 0–0–0 | Схід Санбамме #31 Відставка –    |                           |                           |                              |
| Результат наведений як переміг-програв-знався Перемога Малий кубок Відставка Не виступав у макууті Спеціальні призи: Д=За бойовий дух (Канто-сьо); В=За видатний виступ (Сюкун-сьо); Т=За технічну досконалість (Гіно-сьо) Ще показані: ★=Кімбосі; P=Участь у додатковому фіналі Ліги: Макууті — Дзюрьо — Макусіта — Сандамме — Дзьонідан — Дзьонокуті Рівні макууті: Йокодзуна — Одзекі — Секіваке — Комусубі — Маегасіра |                                              |                                          |                                  |                           |                           |                              |